# كوستابيسارا
كوستابيسارا (بالإيطالية: Costabissara)‏ هي مدينة وبلدية في مقاطعة فشنزة بمنطقة فنيتة، شمال إيطاليا.